# Holotín
Obec Holotín se nachází v okrese Pardubice v Pardubickém kraji. Žije v ní 62 obyvatel.

## Historie
První písemná zmínka o vesnici pochází z roku 1405, kdy Kateřina ze Svojšic zapsala věno ve výši 400 kop grošů svému druhému manželovi Václavu Ruthardovi z Malešova. Ve výčtu majetku, ke kterému se věno vztahovalo, je Holotín uveden jako součást svojšického panství. Jeho součástí zůstal i po 6. srpnu 1568, kdy si bratři Jiří a Jindřich Gerštorfové rozdělili zděděný majetek a Holotín připadl Jiřímu.